# Stojčín
Stojčín (německy Stojtschin) je obec v okrese Pelhřimov v Kraji Vysočina. Žije zde 116 obyvatel.

## Poloha
Nachází se v nejjižnější oblasti okresu Pelhřimov v nadmořské výšce 613 metrů. Obec se rozkládá na svahu Číhalova vršku, její katastr přímo hraničí s Jihočeským krajem a okresem Jindřichův Hradec. Celá zástavba obce jakož i téměř celý její katastr leží v Čechách, ale parcely č. 125/9, 125/10, 125/11, 125/12, 125/13, 125/14, 125/15, 279/3, 129/11, 129/13, 129/14, 129/21, 129/22 a části parcel č. 129/6, 129/10, 129/19, 279/1 původně náležely k sousednímu katastrálnímu území Prostý a tak v současnosti zasahuje území obce i na Moravu.

## Název
Název obce byl pravděpodobně vytvořen ze jména osobního dnes už zaniklého, zřejmě majitele nebo lokátora z doby osídlování krajiny (Stojata, z toho vznikl původně Stojatín – Stojetín, dále Stolčín až k dnešnímu Stojčín).

## Historie
První písemná zmínka o obci pochází z roku 1365.
Ve středověku byl Stojčín poměrně dlouho v majetku drobné šlechty, v obci bývalo několik velkých statků, pro než pracovalo ostatní obyvatelstvo. Později se obec stala součástí Žirovnického panství.
V novodobé historii byla postavena cihelny a panelárny, která využívala místní surovinu, cihlářskou hlínu. Ta se podle geologického průzkumu nachází téměř pod celým Stojčínem. Továrna však byla v 90. letech 20. století století uzavřena.

## Obyvatelstvo
| Rok            | 1869 | 1880 | 1890 | 1900 | 1910 | 1921 | 1930 | 1950 | 1961 | 1970 | 1980 | 1991 | 2001 | 2011 | 2021 |
| -------------- | ---- | ---- | ---- | ---- | ---- | ---- | ---- | ---- | ---- | ---- | ---- | ---- | ---- | ---- | ---- |
| Počet obyvatel | 115  | 119  | 196  | 234  | 266  | 287  | 290  | 225  | 211  | 189  | 154  | 121  | 125  | 124  | 107  |
| Počet domů     | 23   | 23   | 25   | 27   | 34   | 34   | 41   | 44   | 52   | 50   | 44   | 48   | 50   | 53   | 53   |

## Obecní správa
Mezi lety 1850–1880 Stojčín byl jako osada obce k Vlčetínu v okrese Pelhřimov. V letech 18900–1979 byl obcí v okrese Pelhřimov (1890) a později v okrese Kamenice nad Lipou. V letech 1961–1991 patřil jako část města k Počátkům a od 1. ledna 1992 je opět samostatnou obcí.

## Doprava
Obec po celé délce rozděluje elektrifikovaná železniční trať z Veselí nad Lužnicí do Jihlavy, která byla postavena v roce 1887 a je na ní zde zřízena železniční stanice Počátky-Žirovnice.